# Conus musicus
Conus musicus é uma espécie de gastrópode do gênero Conus, pertencente à família Conidae.